# Naftna industrija Kuvajta
Naftna industrija Kuvajta je najveća industrija u toj arapskoj zemlji, koja čini gotovo polovinu BDP-a zemlje.
Kuvajt ima istražene rezerve sirove nafte od 104 milijardi barela (15 km³). Procjenjuje se da, je to oko 9% ukupnih svjetskih rezervi. Kuvajt je po rezervi nafte četvrti u svijetu, a polje Burgan je drugo naftno polje po veličini u svijetu. Kuvajt je jedanaesti najveći svjetski proizvođač nafte i sedmi najveći izvoznik nafte. Proizvodnja nafte u Kuvajtu čini 7%  proizvodnje nafte u svijetu.
Naftna industrija Kuvajta je pod kontrolom vlade Kuvajta, ministarstva za naftu. Kuvajtski izvoz nafte uslovljeno je unutrašnjim potrebama države - gotovo sva energija dobija se iz nafte i od izvozne potražnje, cijena i proizvodne kvote koje je odredio OPEK, čiji je Kuvajt član. Godine 2005, kuvajtska proizvodnja nafte bila je 2.418.000 bbl/na dan.